# Алхазишвили, Шалва Ильич
Шалва Ильич Алхазишвили (груз. შალვა ილიას ძე ალხაზიშვილი) (27 марта 1899, Тифлис, Тифлисская губерния, Российская империя — 19 июня 1980) — советский и грузинский актёр и сценарист. Заслуженный деятель искусств Грузинской ССР (1967).

## Биография
Родился 27 марта 1899 года в Тифлисе. Поступил и через 5 лет окончил филологический факультет ТбилГУ, после окончания которого начал писать сценария для кино. Всего были экранизированы два его сценария и в одном фильме он снялся в качестве актёра.
Скончался 19 июня 1980 года.

## Фильмография

### Актёр
- 1932 — Шакир

### Сценарист
- 1929 — Саба
- 1930 — Камера № 79